# Genki Yamamoto
Genki Yamamoto (Japans: 山本 元喜, Yamamoto Genki; Osaka, 19 november 1991) is een Japans wielrenner die sinds 2017 rijdt voor Kinan Cycling Team.
Genki Yamamoto is de broer van Masaki die eveneens professioneel wielrenner is.
Na verscheidene Japanse kampioenschappen te hebben behaald bij de beloften werd hij in 2018 Japans kampioen op de weg bij de elite.

## Overwinningen
2010
 Japans kampioen op de weg, Beloften
4e etappe Ronde van Hokkaido
2011
 Japans kampioen op de weg, Beloften
2013
 Japans kampioen tijdrijden, Beloften
3e etappe Ronde van Hokkaido
2018
 Japans kampioen op de weg, Elite
2023
2e etappe Ronde van Kumano
Punten- en bergklassement Ronde van Kumano

## Resultaten in voornaamste wedstrijden
| Jaar | Ronde van Italië | Ronde van Frankrijk | Ronde van Spanje |
| ---- | ---------------- | ------------------- | ---------------- |
| 2015 |                  |                     |                  |
| 2016 | 149e             |                     |                  |

| Jaar | Amstel Gold Race | Ronde van Lombardije |
| ---- | ---------------- | -------------------- |
| 2015 | opgave           | opgave               |
| 2016 |                  | opgave               |

## Ploegen
- 2014 –  Vini Fantini Nippo
- 2015 –  Nippo-Vini Fantini
- 2016 –  Nippo-Vini Fantini
- 2017 –  Kinan Cycling Team
- 2018 –  Kinan Cycling Team
- 2019 –  Kinan Cycling Team
- 2020 –  Kinan Cycling Team
- 2021 –  Kinan Cycling Team
- 2022 –  Kinan Cycling Team
- 2023 –  Kinan Cycling Team
- 2024 –  Kinan Racing Team
- 2025 –  Kinan Racing Team

Berlato · Bisolti · Chaparro · Colli · Cunego · De Negri · Filosi · Grosu · Ishibashi · Kuroeda · Malaguti · Marini · A.Nibali · Pozzo · Stacchiotti · Viola · Yamamoto · Onesti (stagiair)
Amagoi · Arashiro · Crawford · García · Guardiola · Lebas · Nakajima · Nakanishi · Tsubaki · Tsukamoto · G. Yamamoto · M. Yamamoto
- Virtual International Authority File: 672150470084504330005